# Śluza Mieszczańska
Śluza Mieszczańska – śluza wodna komorowa, zlokalizowana na rzece Odrze, położona w przekopie wykonanym przy jej odnodze nazywanej Odrą Południową. Śluza położona jest we Wrocławiu, pomiędzy Starym Miastem i Nadodrzem.

## Historia
Śluza została wybudowana w latach 1792–1794 jako śluza drewniana, następnie została przebudowana, w latach 1874–1879, w nieco innymi miejscu jako murowana. Stanowi ona jeden z elementów stopnia wodnego, w odniesieniu do którego stosuje się nazwę: Mieszczańskim Stopniem Wodnym,  położonego w obrębie Śródmiejskiego Węzła Wodnego – Dolnego. W okresie powojennym zaprzestano użytkowania tego szlaku wodnego, a tym samym nie przeprowadzano niezbędnych napraw eksploatacyjnych i remontów. Dopiero w 2000 roku przeprowadzono gruntowny remont śluzy, umożliwiający oddanie jej do eksploatacji. Ze względu na niewielkie wymiary tej śluzy i poprzedniej na szlaku (Śluzy Piaskowej), ta droga wodna nie ma większego znaczenia transportowego, towarowego. Obecnie jednak następuje aktywizacja turystyki i rekreacji wodnej także w obszarze otwartego dla żeglugi Śródmiejskiego Węzła Wodnego, szczególnie po oddaniu do użytkowania przystani śródmiejskich – Mariny Topacz, kilku przystani pasażerskich białej floty, Zatoki Gondoli.

## Zobacz też

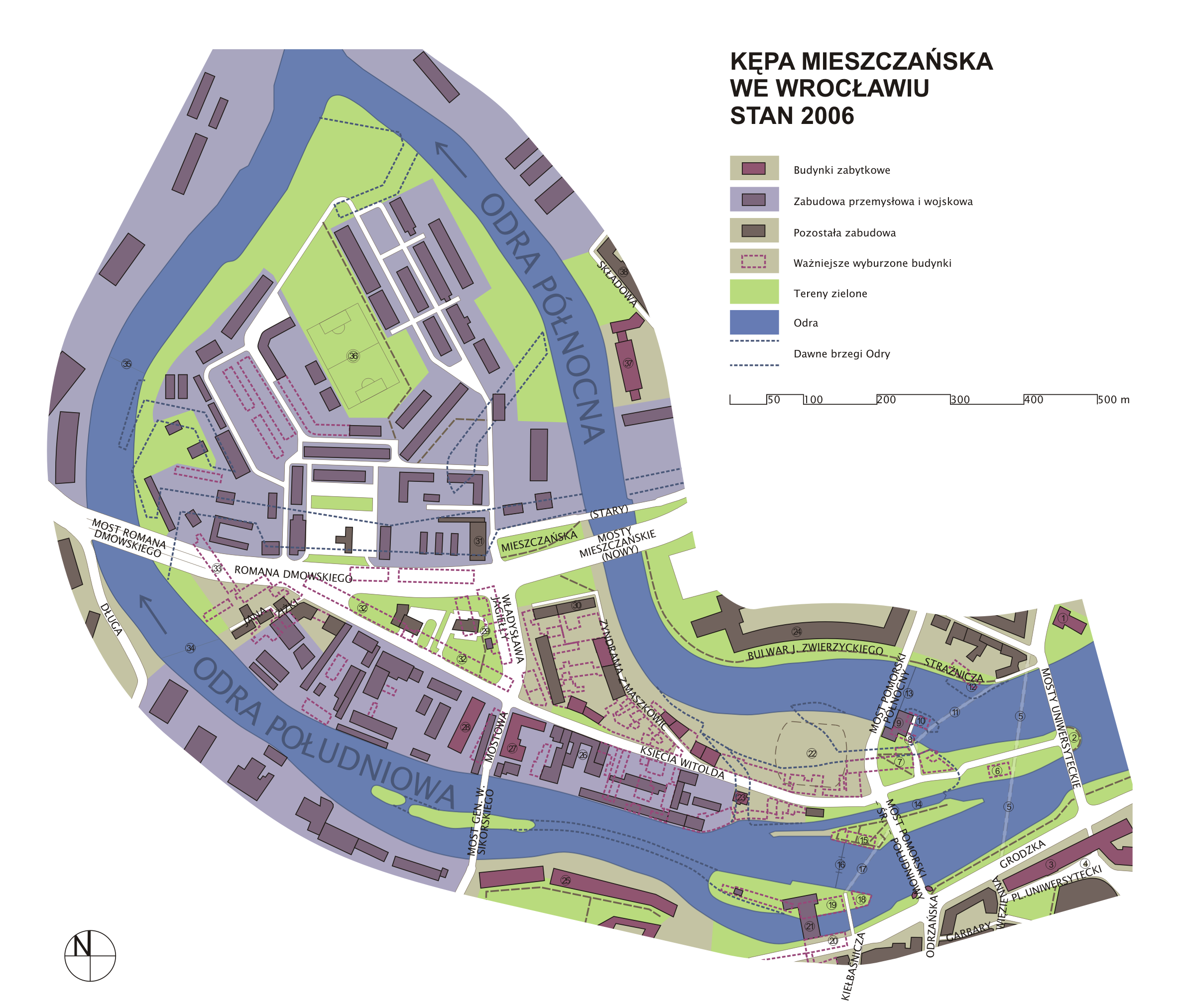
Kępa Mieszczańska
Nr 14 – Śluza Mieszczańska

## Charakterystyka
Śluza ma wymiary: długość – 42,8; szerokość – 5,3; piętrzenie wynosi 5,65 m. Do 1959 roku, poziom piętrzenia na stopniu był mniejszy i wynosił 3,74 m. Śluza położona jest w 252,3 km Odry, na odnodze południowej, powyżej Mostów Pomorskich, a konkretnie Mostu Pomorskiego Środkowego. Odległość na drodze wodnej do następnego stopnia – Śluz Rędzin, wynosi 8,3 km, do poprzedniej na szlaku Śluzy Piaskowej wynosi 0,6 km. Prawy brzeg stanowi Kępa Mieszczańska, natomiast lewy brzeg to niewielka Wyspa Pomorska, powstała w wyniku wykonania przekopu na potrzeby budowy śluzy i szlaku wodnego. Poziom wody górnej kształtują dwa jazy stopnia wodnego: położony na Odrze Południowej i drugi na Odrze Północnej. Natomiast poziom wody dolnej kształtowany jest przez Stopień Wodny Rędzin. Zamknięcia to wrota wsporne.